# Oscarella lobularis
Oscarella lobularis är en svampdjursart som först beskrevs av Schmidt 1862. Enligt Catalogue of Life ingår Oscarella lobularis i släktet Oscarella och familjen Plakinidae, men enligt Dyntaxa är tillhörigheten istället släktet Oscarella och familjen Oscarellidae. Arten är reproducerande i Sverige. Inga underarter finns listade i Catalogue of Life.